# Dobitnici Porina 2018.
Porin 2018. je glazbena nagrada Porin za prethodnu 2017. godinu.
Dodjeljuje se u glazbeni rad, a dodjeljivana je 23. ožujka 2018. godine u Spaladium Areni u Splitu.
Nagrada je ove godine dodjeljivana u 35 kategorija, od toga 12 u izravnom televizijskom prijenosu na HRT-u te u 23 kategorije u predprijenosu. Voditelji programa bili su Iva Šulentić i Ivan Vukušić, redatelj prijenosa Mario Kovač, dok je za scenografiju bio zaslužan Miroslav Hrg. U Spaladium Areni bila je tom prilikom postavljena kružna pozornica veličine 600 kvadratnih metara, odnosno površine nogometnog šesnaesterca, koja se sastoji od središnje pozornice, gdje su nastupali solisti i klape, od rock bine te lijeve bine na kojoj je bio orkestar.

## Zanimljivosti
Ove godine pristiglo je 1645 prijava, a povećanje prijava zabilježeno je u broju nakladnika, albuma, snimki, a samim time i glasačkih kategorija. U prvom krugu glasovanja više od 1000 Porinovih glasača biralo je favorite u 35 kategorija. Najviše prijava i ove godine pristiglo je za kategoriju Pjesma godine za koju je prijavljeno 217 skladbi, no velik je interes bio i za kategoriju Album godine za koju su bila prijavljena 73 albuma, dok je 55 izvođača konkuriralo za novog izvođača godine.
Na samom kraju večeri, u program i na velikom zaslonu u Areni, prikazana je snimka govora Olivera Dragojevića koji zbog teške bolesti nije mogao prisustvovati dodjeli, a na ovoj dodjeli osvojio je i Porin za životno djelo.

## Nominirani i dobitnici[3]
Kategorija br. 1 - Album godine
| Album              | Izvođač                    | Glazbeni producent                           | Nakladnik          |
| ------------------ | -------------------------- | -------------------------------------------- | ------------------ |
| Chui ovu glazbu    | Chui i Jazz orkestar HRT-a | Igor Geržina                                 | Dancing Bear / HRT |
| Iluzije            | Natali Dizdar              | Jura Ferina, Pavle Miholjević                | Agapa              |
| Pogrebi & pomiriši | Jinx                       | Gordan Muratović                             | Dallas Records     |
| Simbol za sunce    | Mayales                    | Pavle Miholjević, Jura Ferina, Petar Beluhan | Aquarius Records   |
| Život nije siv     | Mia Dimšić                 | Branimir Jovanovac                           | Croatia Records    |

Kategorija br. 2 - Pjesma godine
| Skladba               | Autor                                | Album          | Izvođač                          | Nakladnik        |
| --------------------- | ------------------------------------ | -------------- | -------------------------------- | ---------------- |
| Ako voliš ovu ženu    | Branimir Mihaljević / Nenad Ninčević | Ono nešto naše | Željko Bebek i Oliver Dragojević | Croatia Records  |
| Bezimeni              | Mia Dimšić                           | Život nije siv | Mia Dimšić                       | Croatia Records  |
| Biram                 | Nenad Borgudan                       | Singl          | Detour                           | Aquarius Records |
| Neka ti plove brodovi | Predrag Martinjak                    | Singl          | Massimo                          | Aquarius Records |
| Reno 4                | Milan Lekin                          | Singl          | Mile Kekin                       | Menart           |

Kategorija br. 3 - Novi izvođač godine
| Izvođač        | Nakladnik                   |
| -------------- | --------------------------- |
| Boris Štok     | Aquarius Records            |
| Carla Belovari | Dallas Records / Sipa Music |
| Fluentes       | Menart                      |

Kategorija br. 4 - Najbolji album zabavne glazbe
| Album                                              | Izvođač                                                                           | Glazbeni producent                 | Nakladnik       |
| -------------------------------------------------- | --------------------------------------------------------------------------------- | ---------------------------------- | --------------- |
| Naša bila štorija                                  | Severina, Karan, Martinović, Giuliano, Spalato, Čulina, Kokoškov, Sinovčić Šiškov | Nenad Šiškov                       | Scardona        |
| Naša velika pjesmarica/The great Yugoslav songbook | Vesna Pisarović, Walter Guintus, Vladimir Pamparov                                | Vesna Pisarović, Vladimir Pamparov | PDV             |
| Ono nešto naše                                     | Željko Bebek                                                                      | Branimir Mihaljević                | Croatia Records |

Kategorija br. 5 - Najbolji album pop glazbe
| Album              | Izvođač       | Glazbeni producent            | Nakladnik       |
| ------------------ | ------------- | ----------------------------- | --------------- |
| Iluzije            | Natali Dizdar | Jura Ferina, Pavle Miholjević | Agapa           |
| Pogrebi & pomiriši | Jinx          | Gordan Muratović              | Dallas Records  |
| Život nije siv     | Mia Dimšić    | Branimir Jovanovac            | Croatia Records |

Kategorija br. 6 - Najbolji album rock glazbe
| Album           | Izvođač  | Glazbeni producent                           | Nakladnik        |
| --------------- | -------- | -------------------------------------------- | ---------------- |
| Red             | Markiz   | Ivan Božanić                                 | Croatia Records  |
| Simbol za sunce | Mayales  | Pavle Miholjević, Jura Ferina, Petar Beluhan | Aquarius Records |
| To love         | Jonathan | Matej Zec                                    | Laa              |

Kategorija br. 7 - Najbolji album alternativne i klupske glazbe
| Album                                  | Izvođač        | Glazbeni producent                | Nakladnik         |
| -------------------------------------- | -------------- | --------------------------------- | ----------------- |
| Gravity                                | Kozmodrum      | Janko Novoselić                   | PDV / Zona muzika |
| Haze                                   | Irena Žilić    | Mark Mrakovčić                    | Yem               |
| Muzika o nogometu, jazzu i palačinkama | Miki Solus     | Mark Mrakovčić; Dimitrij Petrović | Croatia Records   |
| System error                           | Brain holidays | Marko Gaćina                      | Dallas Records    |

Kategorija br. 8 - Najbolja ženska vokalna izvedba
| Izvođač       | Skladba                                 | Album                                                 | Nakladnik                      |
| ------------- | --------------------------------------- | ----------------------------------------------------- | ------------------------------ |
| Antonela Doko | Odlična stvar                           | Singl                                                 | Croatia Records                |
| Josipa Lisac  | Tebi putujem (u suradnji s grupom Chui) | Singl                                                 | Dancing Bear / Croatia Records |
| Mia Dimšić    | Sunce, oblak, vjetar                    | 57. Splitski festival - Festival zabavne glazbe 2017. | Croatia Records                |

Kategorija br. 9 - Najbolja muška vokalna izvedba
| Izvođač           | Skladba                                  | Album                                                 | Nakladnik       |
| ----------------- | ---------------------------------------- | ----------------------------------------------------- | --------------- |
| Jacques Houdek    | My friend                                | Singl                                                 | Mbi             |
| Kedžo             | Ljubavi moja                             | 57. Splitski festival - Festival zabavne glazbe 2017. | Croatia Records |
| Oliver Dragojević | Rusulica (u suradnji s Elvisom Stanićem) | Air / zrak                                            | Croatia Records |

Kategorija br. 10 - Najbolja izvedba grupe s vokalom
| Izvođač              | Skladba        | Album              | Nakladnik        |
| -------------------- | -------------- | ------------------ | ---------------- |
| Darko Rundek i ekipa | Tamni Jorgovan | Singl              | Menart           |
| Detour               | Biram          | Singl              | Aquarius Records |
| Jinx                 | Easy           | Pogrebi & pomiriši | Dallas Records   |
| Parni valjak         | Vrijeme        | Singl              | Croatia Records  |

Kategorija br. 11 - Najbolja vokalna suradnja
| Izvođač                          | Skladba               | Album          | Nakladnik       |
| -------------------------------- | --------------------- | -------------- | --------------- |
| Bang bang feat. Saša Antić       | Kako stoje stvari     | Singl          | Croatia Records |
| Zsa Zsa & Vanna                  | Tragom tvojih tragova | Singl          | Croatia Records |
| Željko Bebek i Oliver Dragojević | Ako voliš ovu ženu    | Ono nešto naše | Croatia Records |

Kategorija br. 12 - Najbolji album jazz glazbe
| Album             | Izvođač                                       | Glazbeni producent | Nakladnik          |
| ----------------- | --------------------------------------------- | ------------------ | ------------------ |
| Chui ovu glazbu   | Chui i Jazz orkestar Hrvatske Radiotelevizije | Igor Geržina       | Dancing Bear / HRT |
| Elfin Farewell    | Zvjezdan Ružić Sextet                         | Miro Vidović       | Aquarius Records   |
| Stavi pravu stvar | Marko Tolja & Jazz orkestar HRT-a             | Igor Geržina       | Aquarius Records   |

Kategorija br. 13 - Najbolja skladba jazz glazbe
| Skladba       | Autor                  | Album           | Izvođač                                       | Nakladnik           |
| ------------- | ---------------------- | --------------- | --------------------------------------------- | ------------------- |
| All after all | Darko Jurković Charlie | Singl           | Darko Jurković Charlie                        | Sipa Music / Menart |
| Kanbal        | Zvjezdan Ružić         | Elfin Farewell  | Zvjezdan Ružić Sextet                         | Aquarius Records    |
| Punch         | Toni Starešinić        | Chui ovu glazbu | Chui i Jazz orkestar Hrvatske Radiotelevizije | Dancing Bear / HRT  |

Kategorija br. 14 - Najbolja izvedba jazz glazbe
| Izvođač                                       | Skladba         | Album           | Nakladnik           |
| --------------------------------------------- | --------------- | --------------- | ------------------- |
| Chui i Jazz orkestar Hrvatske Radiotelevizije | Punch           | Chui ovu glazbu | Dancing Bear / HRT  |
| Darko Jurković Charlie                        | All after all   | Singl           | Sipa Music / Menart |
| Zvjezdan Ružić Sextet                         | Giant's freedom | Elfin farewell  | Aquarius Records    |

Kategorija br. 15 - Najbolji album folklorne i etno glazbe
| Album                          | Izvođač     | Glazbeni producent         | Nakladnik       |
| ------------------------------ | ----------- | -------------------------- | --------------- |
| 33 balade                      | Dunja Knebl | Dunja Knebl, Hrvoje Nikšić | Geenger Records |
| Krava na orehu                 | Cinkuši     | Dragutin Smokrović Smokva  | Croatia Records |
| Selo na okuke / Village tracks | Kries       | Ivan Božanić               | Kries           |

Kategorija br. 16 - Najbolji album klapske glazbe
| Album                                                    | Izvođač        | Glazbeni producent / urednik              | Nakladnik       |
| -------------------------------------------------------- | -------------- | ----------------------------------------- | --------------- |
| 51. Festival dalmatinskih klapa Omiš 2017 - nove skladbe | Razni izvođači | Dušan Šarac                               | Croatia Records |
| Došlo vrime                                              | Klapa Dišpet   | Željka Vojvoda, Jasna Jančić, Petar Milić | Croatia Records |
| Omiški                                                   | Klapa Bunari   | Filian Vuletić                            | Croatia Records |

Kategorija br. 17 - Najbolji album tamburaške glazbe
| Album                                              | Izvođač        | Glazbeni producent / urednik | Nakladnik       |
| -------------------------------------------------- | -------------- | ---------------------------- | --------------- |
| 12. Glazbeni festival šokačke pisme Županja, 2017. | Razni izvođači | Ilija Nikolić                | Croatia Records |
| Po šokački                                         | Šokci          | Tomislav Đukić               | Arija           |
| Slavonac sam, 'oću da se zna!                      | Dike           | Tihomir Ivanetić             | Croatia Records |

Kategorija br. 18 - Najbolji album pop-folklorne glazbe
| Album              | Izvođač                           | Glazbeni producent                                                   | Nakladnik           |
| ------------------ | --------------------------------- | -------------------------------------------------------------------- | ------------------- |
| Danas smo kraljevi | Kas                               | Željko Nikolin, Branimir Jovanovac, Marin Bando, Zvjezdan Marjanović | Croatia Records     |
| Popevka i ti       | Rajko Suhodolčan i klapa Bistrica | Rajko Suhodolčan, Mario Galoić                                       | Menart / SMBS Music |
| Zbog ljubavi       | Klapa Luka                        | Olja Dešić, Sveto Popović                                            | Dallas Records      |

Kategorija br. 19 - Najbolji aranžman
| Aranžer                       | Skladba              | Album                                                 | Izvođač                              | Nakladnik       |
| ----------------------------- | -------------------- | ----------------------------------------------------- | ------------------------------------ | --------------- |
| Ante Gelo                     | Izmiješane boje      | Singl                                                 | Vanna                                | Croatia Records |
| Branimir Jovanovac, Ante Gelo | Sunce, oblak, vjetar | 57. Splitski festival - Festival Zabavne glazbe 2017. | Mia Dimšić                           | Croatia Records |
| Elvis Stanić                  | Rusulica             | Air / Zrak                                            | Elvis Stanić feat. Oliver Dragojević | Croatia Records |

Kategorija br. 20 - Najbolja produkcija
| Glazbeni producent                           | Snimka | Album           | Izvođač      | Nakladnik        |
| -------------------------------------------- | ------ | --------------- | ------------ | ---------------- |
| Branimir Jovanovac                           | -      | Život nije siv  | Mia Dimšić   | Croatia Records  |
| Denis Mujadžić Denyken                       | Reno 4 | Singl           | Mile Kekin   | Menart           |
| Marijan Brkić Brk, Nenad Zubak               | -      | Live in Pula    | Parni valjak | Croatia Records  |
| Pavle Miholjević, Jura Ferina, Petar Beluhan | -      | Simbol za sunce | Mayales      | Aquarius Records |

Kategorija br. 21 - Najbolja snimka
| Ton majstor                 | Snimka | Album          | Izvođač                                | Nakladnik       |
| --------------------------- | ------ | -------------- | -------------------------------------- | --------------- |
| Branimir Jovanovac          | -      | Život nije siv | Mia Dimšić                             | Croatia Records |
| Elvis Stanić, Ivan Popeskić | -      | Air / Zrak     | Elvis Stanić with Oslo Symfoniorkester | Croatia Records |
| Goran Martinac              | -      | Live in Pula   | Parni valjak                           | Croatia Records |

Kategorija br. 22 - Najbolji album klasične glazbe
| Album                               | Izvođač          | Glazbeni producent   | Nakladnik                 |
| ----------------------------------- | ---------------- | -------------------- | ------------------------- |
| 11 per 1 in 1                       | Radovan Cavallin | Antun Tomislav Šaban | Aquarius Records / Fonart |
| Chopin Alive                        | Aljoša Jurinić   | Danijel Gašparović   | Cristoforiumart           |
| Johann Sebastian Bach: Umijeće fuge | Pavao Mašić      | Pavao Mašić          | Croatia Records           |

Kategorija br. 23 - Najbolja skladba klasične glazbe
| Skladba                                                                         | Autor          | Album                                      | Izvođač                                                                                 | Nakladnik |
| ------------------------------------------------------------------------------- | -------------- | ------------------------------------------ | --------------------------------------------------------------------------------------- | --------- |
| Bruno Vlahek: sonata za klarinet i klavir, op. 42                               | Bruno Vlahek   | Premiere                                   | Mihael Paar, karinet; Filip Fak                                                         | Cantus    |
| Ivo Josipović: Kurosawin nemir svijeta                                          | Ivo Josipović  | Ivo Josipović - autorski album             | Zagrebački solisti; Z. Juranić, dirigent; H. Sekovanić i M. Mihajlović, zvona i timpani | Cantus    |
| Olja Jelaska: Rodinova meditacija                                               | Olja Jelaska   | Olja Jelaska: Vjetar u planini Karmel      | Ivana Bilić, marimba; Domagoj Pavlović, klarinet; Mia Elezović, klavir                  | Cantus    |
| Tomislav Uhlik: Mala slavonska rapsodija, za komorni gudački sastav do seksteta | Tomislav Uhlik | Hrvatski zvukolici: Rucneri sviraju uhlika | Kvartet Rucner                                                                          | Cantus    |

Napomena: Proglašena su dva dobitnika jer su imali jednaki broj glasova.
Kategorija br. 24 - Najbolja izvedba klasične glazbe
| Izvođač                                  | Skladba                                                             | Album                          | Nakladnik       |
| ---------------------------------------- | ------------------------------------------------------------------- | ------------------------------ | --------------- |
| Aljoša Jurinić                           | Nokturno u des-duru, op. 27 br. 2                                   | Chopin Alive                   | Cristoforiumart |
| Mihael Paar, klarinet; Filip Fak, klavir | Silvije Glojnarić: Igra mala – Concertino za klarinet i klavir      | Premiere                       | Cantus          |
| Pavao Mašić                              | Johann Sebastian Bach: Die kunst der fuge bwv 1080: contrapunctus 1 | J. S. Bach: die kunst der fuge | Croatia Records |

Kategorija br. 25 - Najbolja snimka albuma klasične glazbe
| Tonski snimatelj               | Album                                                       | Izvođač | Nakladnik       |
| ------------------------------ | ----------------------------------------------------------- | --- | --------------- |
| Alan Šnajder, Božidar Pandurić | Ivan Božičević - autorski album                             | Ansambl Gradilište; Cantus ansambl; Berislav Šipuš, dirigent; Srebrenka Poljak, klavir; Ivan Božičević, klavir | Cantus          |
| Božidar Pandurić, Alan Šnajder | Johann Sebastian Bach: Umijeće fuge                         | Pavao Mašić | Croatia Records |
| Krešimir Petar Pustički        | Scherzo                                                     | Papandopulo kvartet saksofona                                                                                  | Croatia Records |
| Mladen Škalec                  | Tomaso Cecchini: Madrigali et canzonette a tre voci (1617.) | Ansambl Responsorium                                                                                           | Croatia Records |

Kategorija br. 26 - Najbolja produkcija albuma klasične glazbe
| Glazbeni producent   | Album                                   | Izvođač                 | Nakladnik                 |
| -------------------- | --------------------------------------- | ----------------------- | ------------------------- |
| Antun Tomislav Šaban | 11 per 1 in 1                           | Radovan Cavallin        | Aquarius Records / Fonart |
| Krešimir Seletković  | Nezaboravljeni skladatelji - 3 majstora | Zagrebačka filharmonija | Croatia Records           |
| Pavao Mašić          | Johann Sebastian Bach: Umijeće fuge     | Pavao Mašić             | Croatia Records           |

Kategorija br. 27 - Najbolji album za djecu
| Album                      | Izvođač                                                               | Glazbeni producent / urednik | Nakladnik         |
| -------------------------- | --------------------------------------------------------------------- | ---------------------------- | ----------------- |
| 3 praščića / Slavuj        | Damir Urban, Damir Martinović-Mrle, Matej Zec, Zoran Prodanović-Prlja | Igor Karlić                  | Dancing Bear      |
| En ten tini - Veseli Božić | Razni izvođači                                                        | Toni Eterović                | Menart / Arija    |
| Vukovar u srcu mom         | Vukovarski golubići                                                   | Branimir Jovanovac           | Multi Music Media |

Kategorija br. 28 - Najbolji tematsko-povijesni album
| Album                               | Autor izdanja                                             | Izvođač      | Nakladnik       |
| ----------------------------------- | --------------------------------------------------------- | ------------ | --------------- |
| 100 originalnih pjesama - Ivo Robić | Bojan Mušćet                                              | Ivo Robić    | Croatia Records |
| Antologija                          | Nikolina Mazalin, Lujo Parežanin, Husein Hasanefendić Hus | Parni valjak | Croatia Records |
| Apocalypso                          | Boba Kovač, Silvije Varga                                 | Darko Rundek | Dancing Bear    |

Kategorija br. 29 - Najbolji album popularne duhovne glazbe
| Album             | Izvođač                                             | Glazbeni producent / urednik               | Nakladnik        |
| ----------------- | --------------------------------------------------- | ------------------------------------------ | ---------------- |
| Božićno jutro     | Mia Dimšić                                          | Goran Martinac, Domagoj Pavin, Damir Bačić | Croatia Records  |
| Nova stvorenja    | Alan Hržica                                         | Goran Kovačić                              | Aquarius Records |
| Tri kralja jahahu | Mirko Švenda Žiga, Krunoslav Lajtman, Toni Eterović | Toni Eterović                              | Arija            |

Kategorija br. 30 - Najbolji album s raznim izvođačima
| Album                                 | Autor, urednik, programski urednik ili umjetnički direktor festivala | Nakladnik       |
| ------------------------------------- | -------------------------------------------------------------------- | --------------- |
| 20. Dalmatinska šansona Šibenik 2017. | Dušan Šarac, Branko Viljac                                           | Croatia Records |
| 64. Zagrebački festival               | Neno Belan                                                           | Croatia Records |
| Karlovačko rockoff 2017.              | Hrvoje Horvat                                                        | Croatia Records |

Kategorija br. 31 - Najbolji koncertni album
| Album                   | Izvođač                      | Glazbeni producent             | Nakladnik        |
| ----------------------- | ---------------------------- | ------------------------------ | ---------------- |
| Isti osjećaj            | Massimo & Zagrebački solisti | Ivan Popeskić                  | Aquarius Records |
| Live in Pula            | Parni valjak                 | Marijan Brkić Brk, Nenad Zubak | Croatia Records  |
| Live unpljugd 2 gavella | Psihomodo pop                | Žarko Fabek Febo               | Dallas Records   |

Kategorija br. 32 - Najbolji instrumentalni album (izvan klasične i jazz glazbe)
| Album                  | Izvođač                                                       | Glazbeni producent                                     | Nakladnik        |
| ---------------------- | ------------------------------------------------------------- | ------------------------------------------------------ | ---------------- |
| Brass symposium        | Simply brass quintet                                          | Vinko Šincek, Rudolf Homen, Alan Bošnjak, Igor Geržina | Aquarius Records |
| Male ljubavi (susreti) | Matija Dedić                                                  | Silvio Pasarić, Matija Dedić                           | Croatia Records  |
| Strings only           | Bow vs plectrum with strings of Zagreb philharmonic orchestra | Krešimir Seletković, Filip Vidović                     | Aquarius Records |

Kategorija br. 33 - Najbolja instrumentalna izvedba (izvan klasične i jazz glazbe)
| Izvođač                                                       | Skladba                     | Album                  | Nakladnik        |
| ------------------------------------------------------------- | --------------------------- | ---------------------- | ---------------- |
| Andrej Grozdanov feat. Vlatko Stefanovski                     | God rest ye merry gentlemen | An acoustic christmas  | Bono Records     |
| Bow vs plectrum with strings of Zagreb philharmonic orchestra | Kit Blues                   | Strings only           | Aquarius Records |
| Matija Dedić & Merima Ključo                                  | Potraži me u predgrađu      | Male ljubavi (susreti) | Croatia Records  |

Kategorija br. 34 - Najbolji video broj
| Video broj         | Redatelj                         | Izvođač                          | Nakladnik                                  |
| ------------------ | -------------------------------- | -------------------------------- | ------------------------------------------ |
| Ako voliš ovu ženu | Sandra Mihaljević, Igor Ivanović | Željko Bebek i Oliver Dragojević | Croatia Records                            |
| Biram              | Ivana Marinić Kragić             | Detour                           | Aquarius Records                           |
| Game of Thrones    | Darko Drinovac                   | 2cellos                          | Menart / Portrait / Sony Music Masterworks |

Kategorija br. 35 - Najbolje likovno oblikovanje
| Autor likovnog oblikovanja                        | Album                             | Izvođač       | Nakladnik        |
| ------------------------------------------------- | --------------------------------- | ------------- | ---------------- |
| Boris Poljičanin                                  | Iluzije                           | Natali Dizdar | Agapa            |
| Marko Šesnić, Goran Turković                      | Greatest hits - 30 godina         | Hladno pivo   | Croatia Records  |
| Petra Oreč                                        | Tvornica Kulture live - 35 godina | Boa           | Menart / Croatel |
| V. Crnojevac, I. Crnojevac, B. hollingsworth Nara | Život nije siv                    | Mia Dimšić    | Croatia Records  |

## Vanjske poveznice
- Službena stranica
- HDS